# Bee Gees Rare Collection
A Bee Gees Rare Collection  című lemez a Bee Gees Japánban  kiadott válogatáslemeze.

## Az album dalai
1. Barker Of The UFO (Mono verzió) (Barry Gibb) – 1:53
2. Sinking Ships (Mono verzió) (Barry, Robin és Maurice Gibb) – 2:25
3. Sir Geoffrey Saved The World (Mono verzió) (Barry, Robin és Maurice Gibb) – 2:15
4. Jumbo (Mono verzió) (Barry, Robin és Maurice Gibb) – 2:13
5. The Singer Sang His Song (Mono verzió) (Barry, Robin és Maurice Gibb) – 3:09
6. Tomorrow, Tomorrow (Mono verzió) (Barry és Maurice Gibb) – 4:03
7. Sun In My Morning (Mono verzió) (Barry és Maurice Gibb) – 3:00
8. Saved By The Bell (Mono verzió) (Robin Gibb) – 3.22
9. Railroad (Billy Lawrie, Maurice Gibb) – 3:41
10. I'll Kiss Your Memory (Barry Gibb) – 4:31
11. Country Woman (Maurice Gibb) – 2:47
12. My World (Barry és Robin Gibb) – 4:22
13. On Time (Maurice Gibb) – 3:07
14. Wouldn't I Be Someone (Kislemez változat) (Barry, Robin és Maurice Gibb) – 4:06
15. Elisa (Barry, Robin és Maurice Gibb) – 2:50
16. King And Country (Barry, Robin és Maurice Gibb) – 5:17
17. It Doesn't Matter Much To Me (Barry, Robin és Maurice Gibb) – 3:52
18. If I Can't Have You (Barry, Robin és Maurice Gibb) – 3:23
19. Rest Your Love On Me (Barry Gibb) – 4:24
20. (Our Love) Don't Throw It All Away (Barry Gibb, Blue Weaver) – 4:05
21. He's A Liar (Maxi verzió) (Barry, Robin és Maurice Gibb) – 4:36

## Közreműködők
- Barry Gibb, Robin Gibb, Maurice Gibb
- Don Felder – gitár
- Alan Kendall – gitár
- Vince Melouney – gitár
- Howard Cowart – basszusgitár
- Steve Gadd – dob
- Colin Petersen – dob
- Ralph MacDonald – ütőhangszerek
- Bill Shepherd és zenekara
- Blue Weaver – billentyűs hangszerek
- Richard Tee – zongora
- Albhy Galuten – szintetizátor
- George Bitzer – szintetizátor
- Boneroo Horns – rézfúvósok